# Kurowce Tarnopolskie
Kurowce Tarnopolskie (ukr. Курівці-Тернопільські, ros. Куровцы-Тернопольские) – przystanek kolejowy w miejscowości Kurowce, w rejonie zborowskim, w obwodzie tarnopolskim, na Ukrainie.